# Sperduta
Sperduta è un film del 1910 diretto da Enrique Santos.

## Trama
Affidata alle cure della zia per una vacanza, la piccola Emma riceve dai genitori una splendida bambola, ma un terremoto ne colpisce la destinazione, radendo al suolo l'albergo dove alloggiavano. Unica superstite, la bimba viene estratta tra le macerie con ancora tra le braccia la bambola da una coppia di contadini, che decidono di crescerla come loro figlia.
Quindici anni dopo, Emma viene presa servizio della Contessa X come cameriera. Un giorno, la nobildonna riceve la visita dei veri genitori di Emma, che non la riconoscono e hanno avuto un'altra figlia. Mentre gli ospiti si intrattengono con la padrona di casa, Emma accompagna la bambina, per cui sente di provare un gran affetto, a fare un giro: giocando, però, la piccola ruzzola e si fa male. Licenziata, le regala la sua bambola per consolarla, venendo così riconosciuta infine dai genitori che la credevano morta.

## Distribuzione
È stato distribuito nel Regno Unito a partire dal 31 dicembre 1910, col titolo di Lost. È stato distribuito negli Stati Uniti a partire dal 3 febbraio 1912, col titolo di Lost.
È stato distribuito in Francia come Perdue e in Spagna come Pérdida.

## Accoglienza
(Ferruccio Sacerdoti, La Cine-Fono e la Rivista Fono-Cinematografica del 14 gennaio 1911.)
(The Moving Picture World del 17 febbraio 1912.)